# The Special Relationship
Pour plus de détails, voir Fiche technique et Distribution.
The Special Relationship est un téléfilm américano-britannique diffusé sur HBO et BBC Two en 2010, écrit par Peter Morgan et réalisé par Richard Loncraine. Il s'agit du troisième film de la trilogie de Peter Morgan retraçant la carrière politique de l'ancien Premier ministre britannique Tony Blair, après The Deal et The Queen, tous deux réalisés par Stephen Frears.
The Special Relationship s'intéresse plus particulièrement à la relation qu'entretenaient Tony Blair et le président des États-Unis Bill Clinton entre 1992 et 2001. 

## Fiche technique
- Photographie : Barry Ackroyd
- Montage : Melanie Oliver
- Musique : Alexandre Desplat
- Production : Frank Doelger, Tracey Scoffield et Ann Wingate
- Sociétés de distribution : Amérique du Nord : HBO ; Australie : Roadshow Films ; Royaume-Uni : BBC Two
- Langue : anglais

## Distribution
- Michael Sheen : Tony Blair
- Dennis Quaid : Bill Clinton
- Hope Davis : Hillary Clinton
- Helen McCrory : Cherie Blair
- Chris Wilson : Gordon Brown
- Adam Godley : Jonathan Powell
- Mark Bazeley : Alastair Campbell
- Marc Rioufol : Jacques Chirac

## Distinctions
Le téléfilm a été nommé pour cinq Primetime Emmy Awards : 
- Meilleur téléfilm
- Meilleur scénario pour une minisérie ou un téléfilm pour Peter Morgan
- Meilleur acteur dans une minisérie ou un téléfilm pour Dennis Quaid
- Meilleur acteur dans une minisérie ou un téléfilm pour Michael Sheen
- Meilleure actrice dans une minisérie ou un téléfilm pour Hope Davis